# Chub bazi

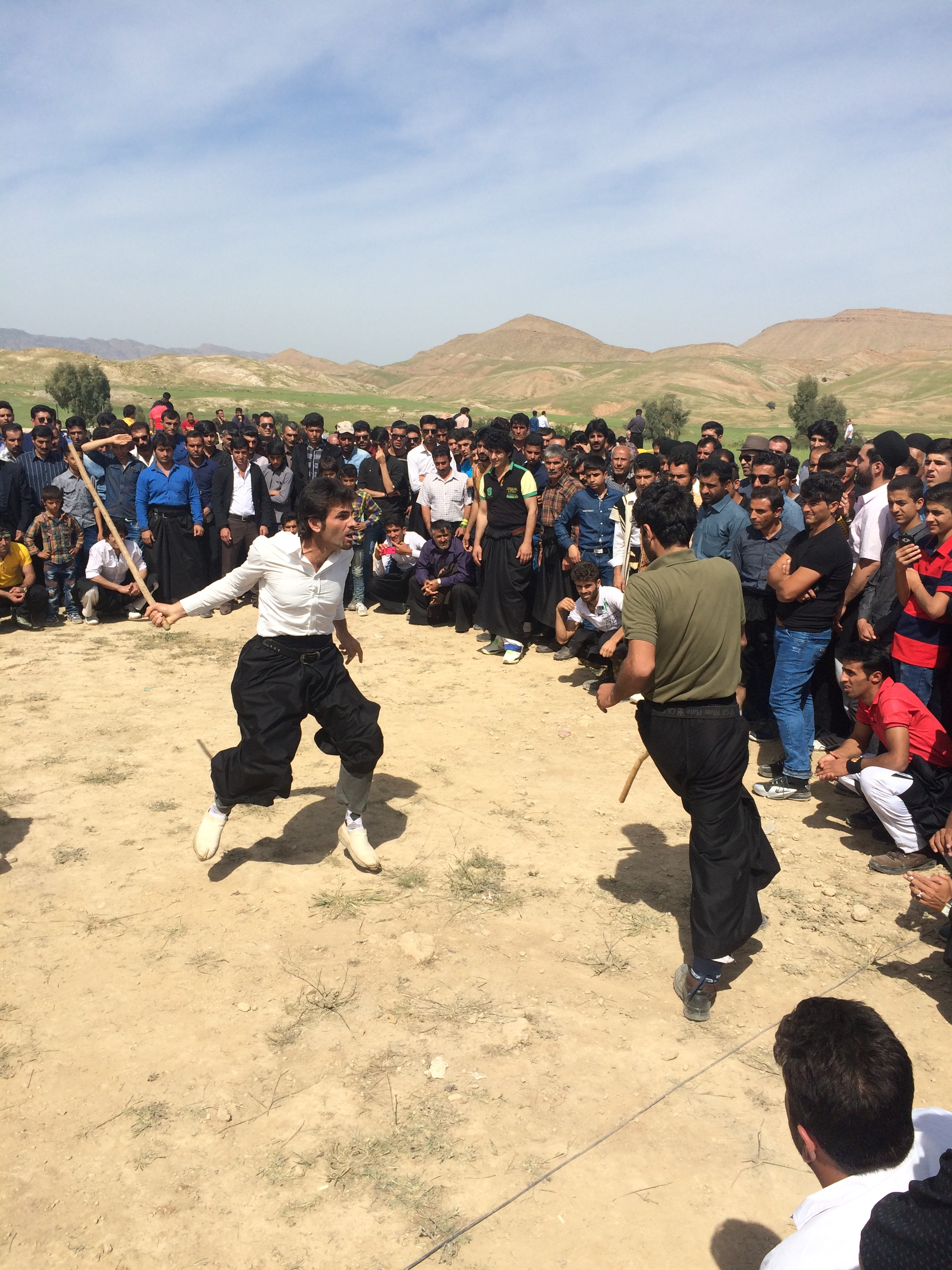
Deux personnes s'affrontent au chub bāzi bakhtiari à Andika.

Le chub bāzi (persan : چوب‌بازی ; litt. « jeu du bâton ») est une danse traditionnelle qu'on retrouve dans différentes régions d'Iran.

## Principe
Il existe deux variantes du chub bāzi :
- La première, que l'on retrouve chez les tribus Lors[2] (en particulier Bakhtiaris), ainsi que chez les Kachkaïs, est un jeu qui a généralement lieu au début d'un mariage. Dans ce jeu accompagné de musique traditionnelle tochmāl (persan : تشمال, composée des instruments dohol et karnay), deux adversaires masculins s'affrontent à tour de rôle sur une chorégraphie improvisée, l'un avec un bâton court tarkeh (persan : ترکه) avec comme objectif d'atteindre l'adversaire en dessous des genoux et l'autre avec un bâton long derak (persan : درک) avec comme objectif de se protéger de l'attaque de son adversaire. Après chaque attaque, les rôles sont inversés et d'autres participants peuvent demander à entrer dans le jeu. En raison de la rapidité et la violence des coups portés ainsi que la rivalité entre les joueurs de différentes tribus qui viennent se mettre en avant lors des mariages, ce jeu est en général réservé à des joueurs expérimentés.
- La deuxième se retrouve, entre autres, parmi les tribus Baloutches dans les provinces de Sistan et Baloutchistan ainsi que du Khorasan. Il s'agit d'une danse pratiquée à deux (en face-à-face) ou à plusieurs (en cercle), où chaque danseur tient un petit bâton dans chaque main qu'il doit venir frapper en rythme sur les bâtons du ou des autres danseurs. Les mouvements des danseurs ainsi que les impacts de bâtons suivent une chorégraphie très précise suivant le rythme de la musique. Il s'agit ici d'une forme de danse dénuée d'esprit de compétition.